# Mechanizace
Mechanizace je proces, při kterém dochází k nahrazování lidské síly nebo zvířecí síly stroji. V zemědělské a průmyslové výrobě byly lidmi využívané nástroje nahrazovány stroji, které byly charakteristické rychlejší výrobou a používáním mechanismů jako ozubená kola, řemeny, hřídele, kliky nebo kladky. Po elektrifikaci přestaly být tyto stroje poháněny lidskou silou a mechanizace se stala synonymem motorizaci strojů. Vyšší stupeň mechanizace se dále označuje jako automatizace.
Ve srovnání s rukodělnou (řemeslnou) výrobou se v mechanizaci výrazně mění povaha pracovní činnosti. V rámci uplatňování mechanizace dochází k diferenciaci nároků a požadavků, jako jsou obslužné činnosti (práce u stroje), seřizování strojů (seřizovači), údržbáři, kontroloři, plánovači, konstruktéři strojů a technických zařízení. Vysoká dělba práce (označovaná též jako „rozdrobená práce“) u obslužných činností je často příčinou monotonie, jednostranné a dlouhodobé pracovní zátěže, pracovního neuspokojení. V nepřetržitých a ve směnových provozech se mohou projevit problémy zdravotní a sociální. Taktéž nebezpečí vzniku pracovních úrazů je průvodním znakem mechanizace.

## Úrovně mechanizace
Mechanizace se dá rozdělit na nízkou, střední a vysokou úroveň mechanizace. Při nízké úrovni mechanizace je lidská výroba nahrazena pouze do 33 %. Střední úroveň mechanizace je charakteristická použitím dobytčí síly od 34 – 100 %. Při vysoké úrovni mechanizace je lidská a zvířecí síla nahrazena od 67 do 100 %.